# Jürgen Rose
Jürgen Rose (Bernburg, 25 agosto 1937) è uno scenografo, costumista e regista teatrale tedesco.

## Biografia
Si avvicinò al teatro lavorando al Staatstheater Darmstadt sotto la guida di Gustav Rudolf Sellner e Franz Mertz tra il 1957 e il 1959, prima di perfezionarsi all'Universität der Künste Berlin e studiare recitazione alla scuola berlinese di Marlise Ludwig. Nel 1959 ottenne la sua prima commissione come scenografo presso il Theater Ulm, ma il successo sarebbe arrivato due anni più tardi grazie all'incontro con il coreografo John Cranko, nuovo direttore artistico del Balletto di Stoccarda. Il fortunato sodalizio tra i due vide Rose lavorare come scenografo e costumista in occasione delle prime mondiali di diversi balletti di Cranko, tra cui Romeo e Giulietta, Il lago dei cigni e, soprattutto, Onegin. La collaborazione con Cranko portò i suoi costumi e le sue scenografie in tutto il mondo, in teatri quali il Metropolitan Opera House, il Teatro alla Scala, il Teatro Bol'šoj, la Royal Opera House, il Teatro dell'Opera di Roma e l'Opéra national de Paris. Dopo la morte di Cranko nel 1973, avrebbe curato l'aspetto visivo di nuovi allestimenti de La bisbetica domata a Monaco e Amburgo.
Tra il 1961 e il 1964 lavorò al Münchner Kammerspiele, dove curò costumi e scenografie per opere quali Come vi piace, Sogno di una notte di mezza estate, La morte di Danton, Leonce e Lena e Platonov. Attivo anche in campo cinematografico, nel 1963 vinse il Deutscher Filmpreis per le migliori scenografie per Il letto rosa diretto da Rolf Thiele. Nel 1966 collaborò con Kenneth MacMillan in occasione della prima del balletto Concerto alla Deutsche Oper Berlin e l'anno successivo esordì alla Royal Opera House in occasione della prima nazionale della creazione di MacMillan. Dal 1972 lavorò a stretto contatto con John Neumeier al Balletto di Amburgo, disegnando costumi e scene per i suoi allestimenti de Lo schiaccianoci, Romeo e Giulietta, La Dame aux Camélias, Peer Gynt e Cenerentola; lavorò anche con Neumeier ai suoi allestimenti de L'uccello di fuoco e Dafni e Cloe, portati al debutto alla Wiener Staatsoper. Nel 1987, invece, collaborò con Marcia Haydée, musa di Cranko, a un nuovo allestimento della Cenerentola.
Nel 1970 cominciò a lavorare anche nel mondo dell'opera lirica. Sarebbe tornato al Covent Garden nel 1975 per un allestimento de Un ballo in maschera diretto da Otto Schenk e nel 1979, firmando nuovi costumi e scenografie per Il flauto magico. La collaborazione con Schenk sarebbe proseguita alla Wiener Staatsoper, dove Rose curò gli allestimento diretti da Schenk di Don Carlo (1970), L'elisir d’amore (1980), Così fan tutte (1975) e I maestri cantori di Norimberga (1975), nonché una Salomè diretta da Boleslaw Barlog (1972), Il ratto dal serraglio diretto da Dieter Dorn (1986) e un Parsifal allestito da August Everding (1979). La Salomè di Barlog fu riproposta nel 1974 al Teatro alla Scala, dove Rose avrebbe lavorato anche in allestimenti de Il cavaliere della rosa e Arabella. All'Opéra di Parigi lavorò in allestimenti originali del Parsifal (1973), Un ballo in maschera (1985) e L'elisir d'amore (1987), facendovi poi il suo debutto alla regia con un Werther (2009) per cui avrebbe firmato anche scenografie, luci e costumi. Nel 1996 infatti aveva esordito alla regia di un'opera lirica a Bonn e da allora avrebbe diretto alcune opere nel corso degli anni, tra cui un Don Carlo a Monaco. Fu sempre con Salomè che esordì al Metropolitan nel 1989 e lì curò costumi e scene anche per allestimenti di Elettra (1992) e Tristano e Isotta (1999).
Parallelamente alla sua attività sulle scene, insegnò scenografia alla Staatliche Akademie der bildenden Künste Stuttgart tra il 1973 e il 2000. Una retrospettiva delle sue opera è stata allestita al Deutsches Theatermuseum di Monaco nel 2005.